# 华尔峡湾
华尔峡湾（直译：「鲸鱼峡湾」）是冰岛西部的峡湾，位于莫斯费德斯拜尔和阿克拉内斯之间。峡湾长度约为30公里，宽5公里。

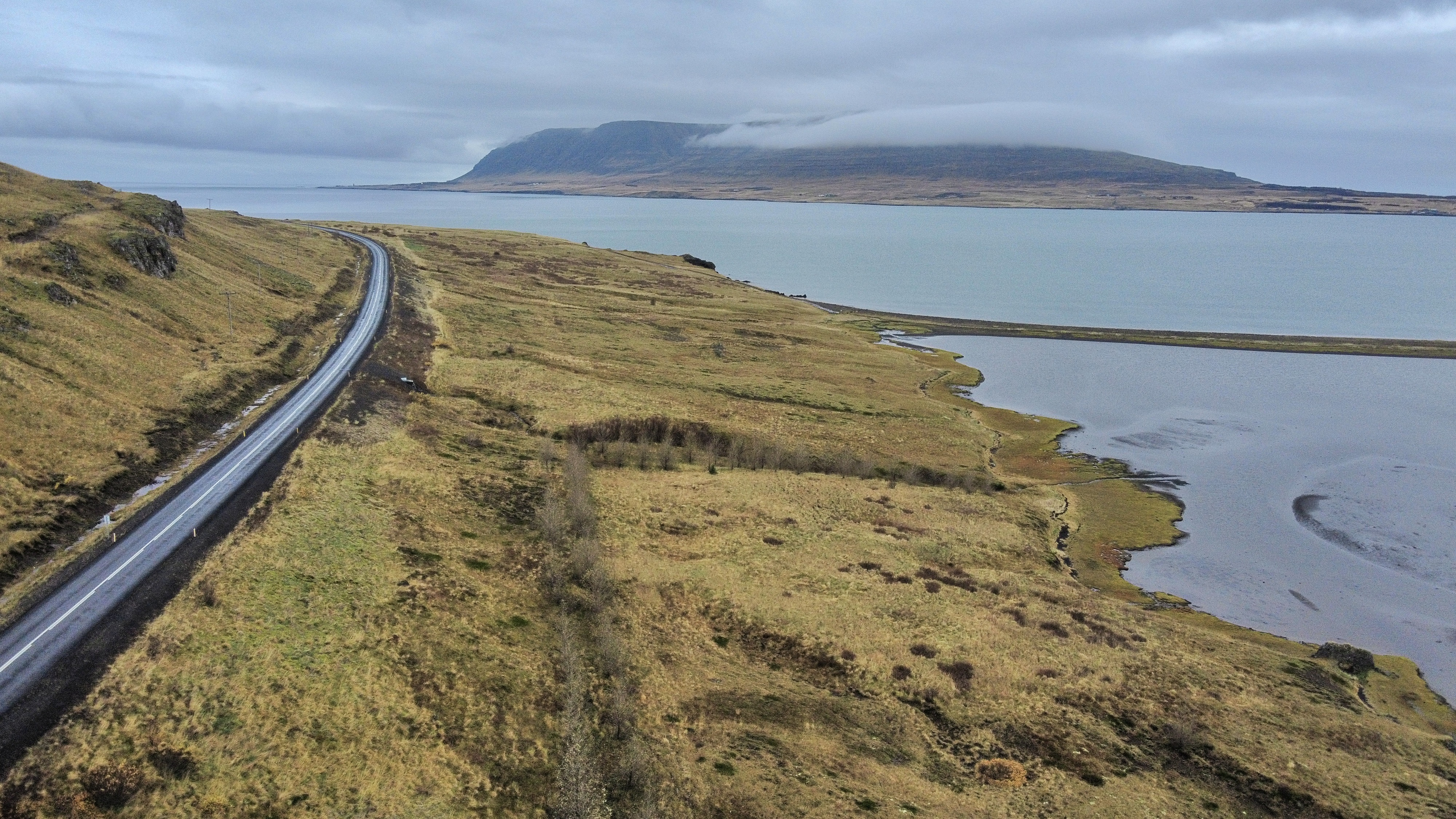
峡湾南岸的47号公路（原环路）
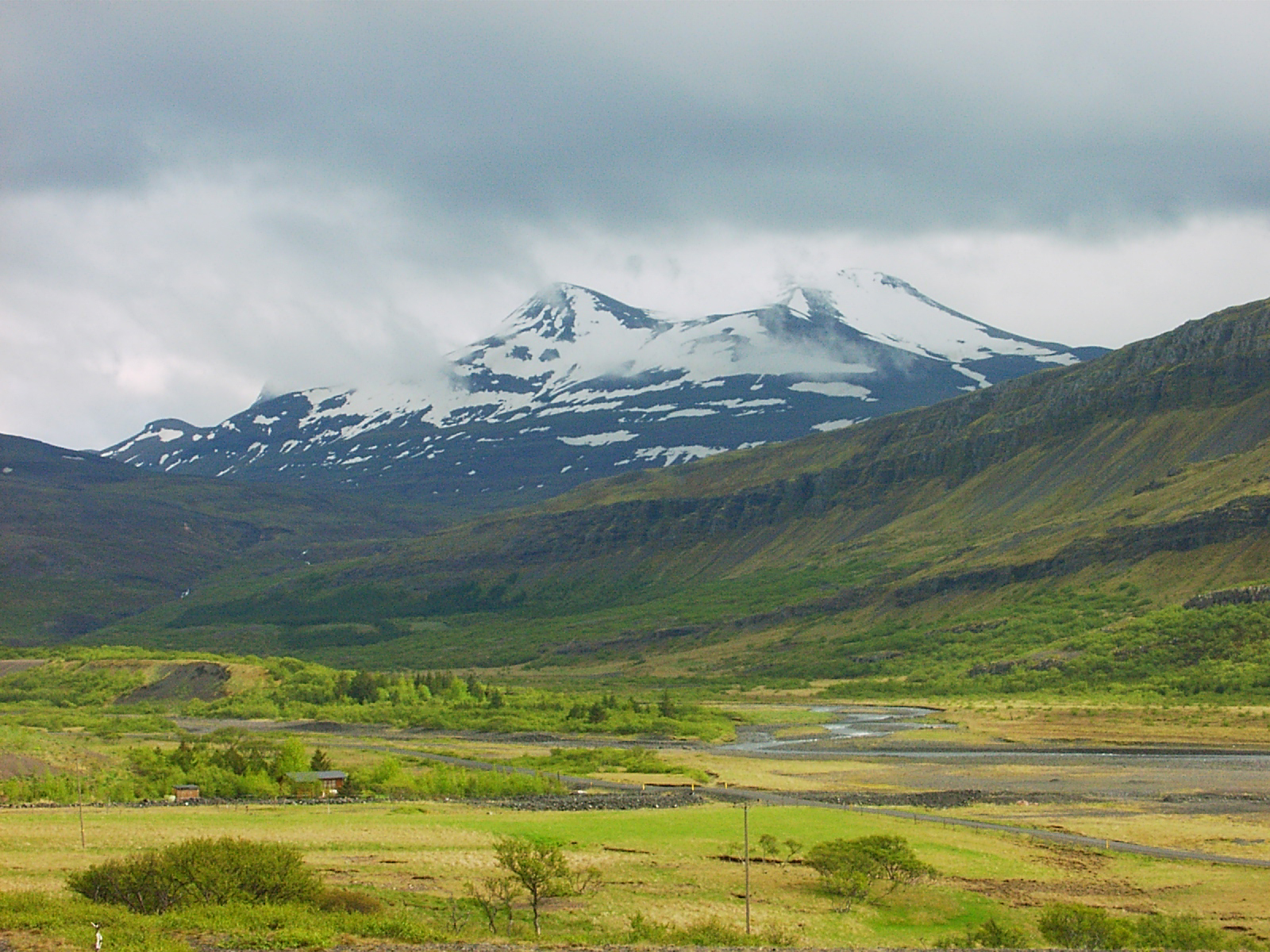
从华尔峡湾眺望博斯河谷（Botnsdalur）
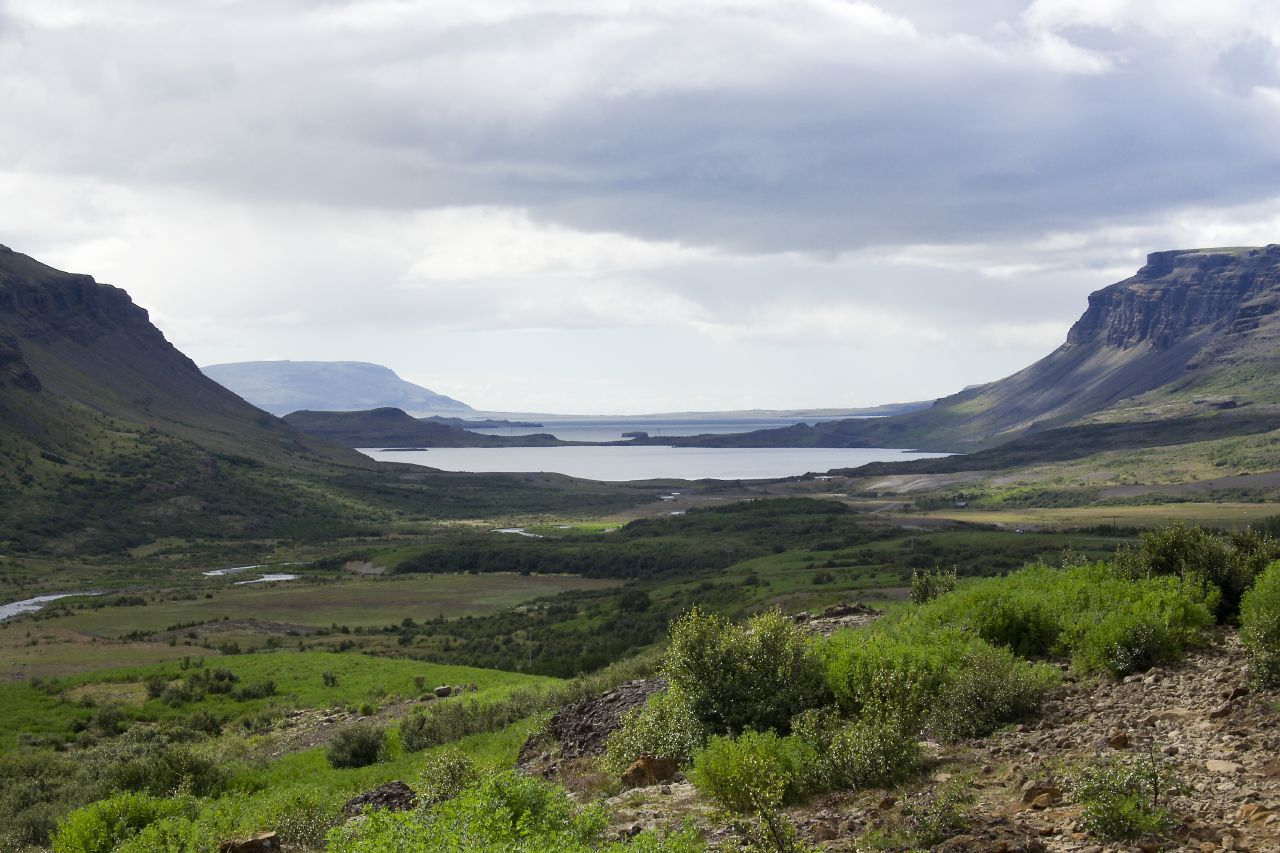
从博斯河谷向外看华尔峡湾
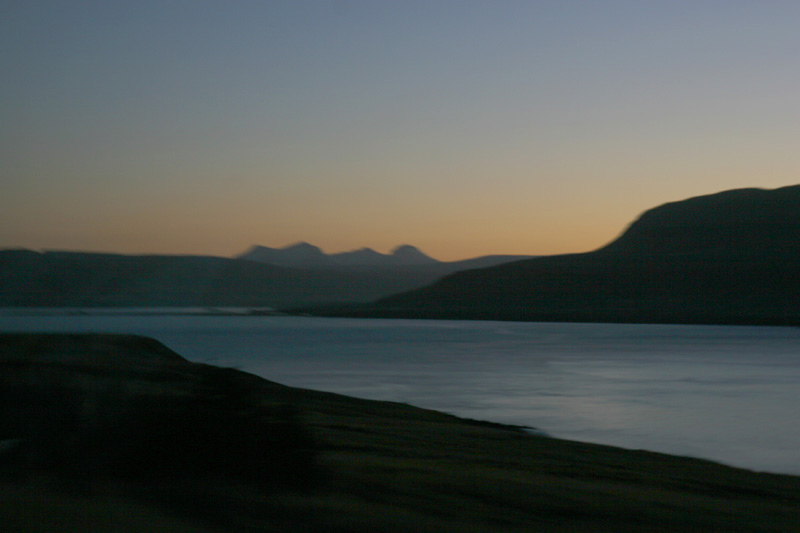
清晨时越过华尔峡湾眺望东南方向（2007年11月）
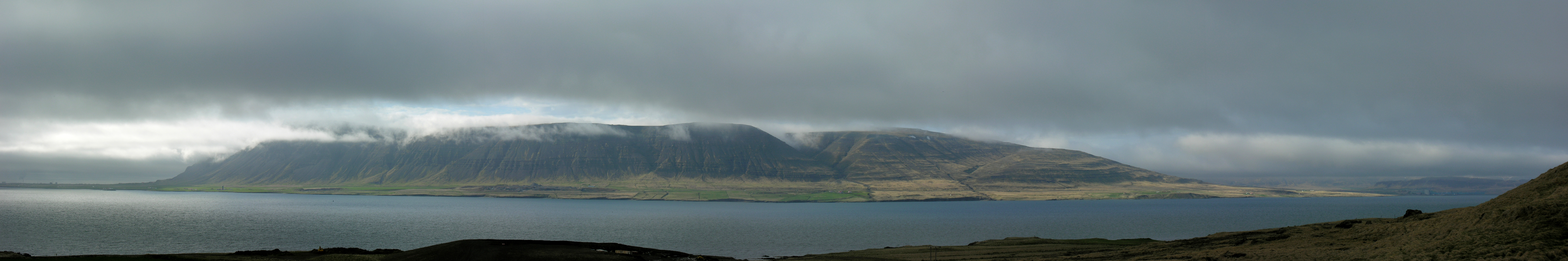
华尔峡湾全景图